# 부호형사
《부호형사》(富豪刑事)는 쓰쓰이 야스타카가 원작한 소설 작품이다.

## TV 애니메이션
2020년 4월 10일부터 방영 시작되었으나, 도중 코로나19 범유행으로 인해 제작 중지로 3화까지 방영. 이후, 동년 7월 31일부터 9월 24일까지 후지 TV의 노이타미나에서 방영되었다. 애니메이션 제작은 CloverWorks.